# Transfecção
Transfecção é o processo de introdução intencional de ácido nucleicos nas células. O termo é usado sobretudo para métodos não-virais nas células eucarióticas. Pode também referir-se a outros métodos e outros tipos de células, embora sejam preferidos outros termos: transformação é usado para descrever a transferência não viral de ADN nas bacterias, células eucarióticas não-animais e nas células de plantas – uma forma particular de transformação refere-se a modificações genéticas espontâneas, como a carcinogénese. O termo transdução é normalmente usado para descrever a transferência de ADN mediada por vírus.

## Métodos

### Bioquímico e físico
- Magnetofecção é um método de transfecção que usa química de nanopartículas magnéticas e campos magnéticos para concentrar partículas contendo ácido nucleico e amostras no útero para células-alvo no corpo[2]. Este método tenta combinar as vantagens dos métodos de transfecção bioquímicos (lipídio catiônico ou polimérico) e físicos (eletroporação, biolística) em um único sistema, excluindo suas desvantagens (baixa eficiência, toxicidade).